# Атлетика на Летњим олимпијским играма 1900 — скок увис без залета за мушкарце
Такмичење у скоку увис без залета уврштено је први пут у програм Олимпијских игара 1900. у Паризу са још две дисциплине скокова без залета.
Такмичење је одржано 16. јула, уз учешће три такмичара из Сједињених Америчких Држава.

## Рекорди пре почетка такмичења
| Најбољи резултат на свету | ?                              | ?                              | ?                              | ?                              | ?                              |
| Олимпијски рекорд         | први пут на олимпијским играма | први пут на олимпијским играма | први пут на олимпијским играма | први пут на олимпијским играма | први пут на олимпијским играма |

## Освајачи медаља
|              |                    |                 |
| Реј Јури САД | Ирвинг Бакстер САД | Луис Шелдон САД |

## Нови рекорди после завршетка такмичења
| Најбољи резултат на свету | 1,655 м | Реј Јури | САД | Париз, Француска | 16. јул 1900. |
| Олимпијски рекорд         | 1,655 м | Реј Јури | САД | Париз, Француска | 16. јул 1900. |

Такмичење је одржано без квалификација.

## Резултати
| Место | Атлетичар          | Висина    |
| ----- | ------------------ | --------- |
|       | Реј Јури САД       | 1,655 НРС |
|       | Ирвинг Бакстер САД | 1,525     |
|       | Луис Шелдон САД    | 1,500     |

НСР = најбољи резултат на свету, јер се светски рекорди воде од оснивања ИААФ 1912.

## Биланс медаља
|   | Земља      | Злато | Сребро | Бронза | Укупно |
| - | ---------- | ----- | ------ | ------ | ------ |
| 1 | САД        | 1     | 1      | 1      | 3      |
|   | Укупно (1) | 1     | 1      | 1      | 3      |

## Занимљивости
Све три дисциплине скококова без залета одржане су у истом дану, тако да је Реј Јури истог дана три пута постао олимпијски победник, што је олимпијски рекорд који више никад није поновљен у атлетској историји олимпијских игара.
Реј Јури је освојио сва три такмичења у скоковима из места, а Ирвин Бакстер је сва три пута био други.